# Fernando González Gortázar

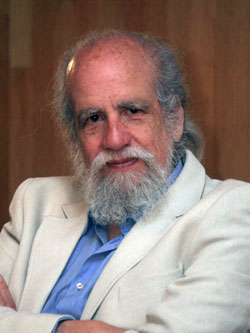
Fernando González Gortázar, 2015

Fernando González Gortázar (* 19. Oktober 1942 in Mexiko-Stadt; † 7. Oktober 2022) war ein mexikanischer Architekt und Bildhauer.

## Biografie
1946 ging seine Familie nach Guadalajara, wo er auch ab 1959 an der Schule für Architektur am technologischen Institut der Universidad de Guadalajara Architektur studierte und 1966 sein Diplom erhielt. In seiner Studienzeit besuchte er ab 1962 die Bildhauerwerkstatt von Olivier Seguin an der Schule für plastische Kunst der Universität und war 1965 Mitbegründer der von Ernesto Flores herausgegebenen Zeitschrift „Cóatl“ (Nahuatl: Schlange), bei der er ein Jahr lang für eine Serie über plastische Kunst verantwortlich war. Im Anschluss war er Lehrmeister für Gestaltungstheorie an der Schule für Architektur der Universität sowie für visuelle Bildung am Instituto Tecnológico y de Estudios Superiores de Occidente (ITESO). Es folgte ein Studienaufenthalt in Paris, bei dem er sich auf dem Gebiet der Ästhetik und Kunstsoziologie weiterbildete.
González arbeitet in Mexiko und Spanien, unter anderem auch als Schriftsteller und Bühnenbildner. 1997 wurde er zum Mitglied des Sistema Nacional de Creadores de Arte (SNCA) gewählt und war ab 2000 Mitglied der Academia de Artes.
Er starb im Oktober 2022, kurz vor seinem 80. Geburtstag.

## Auszeichnungen
- 1965: 1. Preis für Skulpturen beim 1. Ausstellungswettbewerb für Plastiken Jaliscos, Guadalajara
- 1984: José-Clemente-Orozco-Medaille der Regierung von Jalisco
- 1989: Großer Henry-Moore-Preis des Hakone Open-Air Museum und des Utsukushi-Ga Hara Open-Air Museum, Japan